# Энергетика Курганской области
Энергетика Курганской области — сектор экономики региона, обеспечивающий производство, транспортировку и сбыт электрической и тепловой энергии. По состоянию на конец 2018 года, на территории Курганской области эксплуатировались электростанции общей мощностью 706,2 МВт, подключённые к единой энергосистеме России, в том числе 3 крупные тепловые электростанции и несколько небольших электростанций промышленных предприятий. В 2018 году они произвели 3195,1 млн кВт·ч электроэнергии.
Генерацию тепловой энергии в городе Кургане осуществляют ПАО «КГК» (Курганская ТЭЦ и ТЭЦ «Западная») и ООО «Курганская ТЭЦ» (Курганская ТЭЦ-2), а также котельные, в районах области расположены многочисленные котельные, в основном использующие топочный мазут и каменный уголь.
Передачу электроэнергии по электрическим сетям напряжением 0,4—110 кВ и технологическое присоединение потребителей к электросетям на территории Курганской области осуществляет Сибирско-Уральская энергетическая компания (СУЭНКО), которая входит в группу компаний ООО «Корпорация СТС». Гарантирующим поставщиком электроэнергии является «Энергосбыт» — филиал Акционерного общества «Энергосбытовая компания «Восток». Энергообеспечение железной дороги осуществляет Южно-Уральская дирекция по энергообеспечению – структурное подразделение «Трансэнерго» филиала открытого акционерного общества «Российские железные дороги».

## История

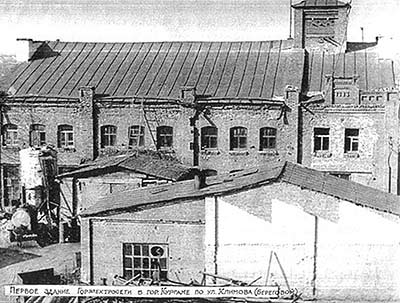
Здание первой курганской электростанции на улице Береговой (ныне Климова)

Первые электростанции в Кургане появились в конце XIX века, это были маломощные энергоустановки, обеспечивающие электроэнергией отдельные небольшие предприятия.  В 1910 году Сергей Александрович Балакшин, будучи гласным Курганской городской Думы, поднял вопрос об устройстве в Кургане городской электростанции. Первая электростанция общего пользования была введена в эксплуатацию в Кургане в июне 1914 года, она позволила наладить в городе электрическое освещение. Она проработала с 1914 до 1942 года. А её здание на улице Береговой (сейчас Климова) простояло 60 лет и снесено в сентябре 1976 года. В последние годы здесь находилось управление электросетей. Сейчас на этом месте жилой дом. В 1929 году на заводе «Кургансельмаш» была пущена еще одна электростанция.
В 1939 году была пущена первая очередь ведомственной электростанции Наркомата путей сообщения, которая первоначально должна была использоваться только для нужд железной дороги, но после начала Великой Отечественной войны эта электростанция стала использоваться для энергоснабжения Кургана. В 1942 году ввели в эксплуатацию вторую очередь этой электростанции. Но электроэнергии остро не хватала, поэтому в начале 1950-х годов в Кургане работал энергопоезд, а на заводе «Уралсельмаш» была пущена собственная электростанция на базе трофейного немецкого оборудования.
Кардинально решить вопрос с энергоснабжением региона позволило строительство Курганской ТЭЦ. Вопрос о строительстве городской ТЭЦ рассматривался с 1937 года. 25 апреля 1951 года вышел приказ Министерства электростанций СССР о строительстве теплой электростанции. Первый турбоагрегат Курганской ТЭЦ был пущен 4 ноября 1956 года, что позволило закрыть неэффективные мелкие электростанции и котельные. Станция строилась в четыре очереди, постепенно наращивая свою мощность.
В 1960-х годах у станции Твердыш Каргапольского района начиналось строительство Курганской ТЭЦ № 2. Строители уже приступили к подготовительным работам, но проект был приостановлен. Этот вопрос решался на Политбюро ЦК КПСС. Председатель Совмина Косыгин А. Н. настаивал на продолжении строительства в Курганской области, а генеральный секретарь Брежнев Л. И. настоял на строительстве станции в Казахской ССР, в Экибастузе. В 1987 году из состава «Челябэнерго» было выделено районное энергетическое управление «Курганэнерго». В 1988—1993 годах Курганская ТЭЦ была переведена на сжигание природного газа.

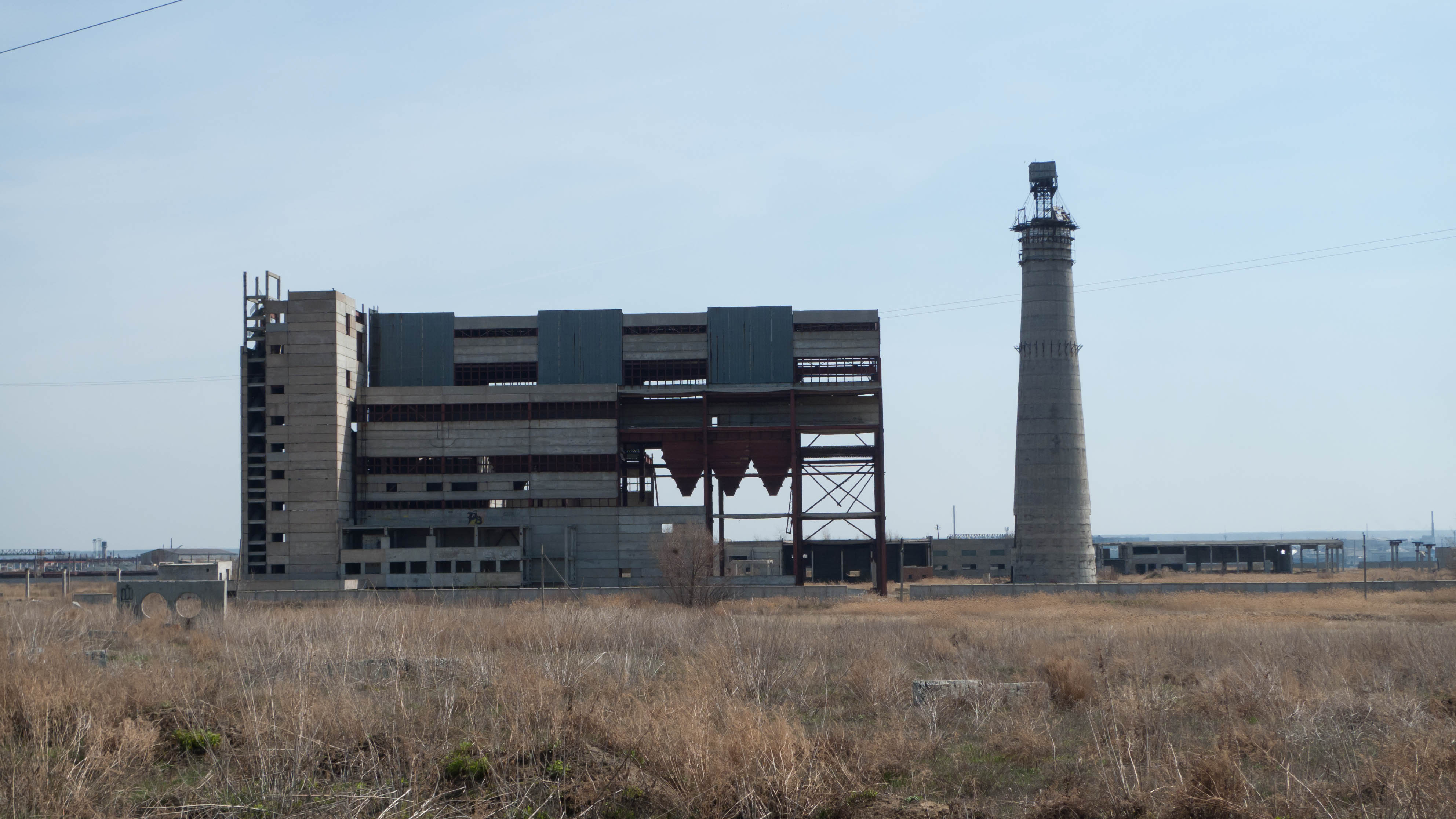
Руины Северной водогрейной котельной. Фото 2011 года.

На основании решения Курганского облисполкома от 24 сентября 1986 года было начато строительство в Кургане Северной водогрейной котельной. 17 апреля 1997 года функции заказчика строительства Северной котельной переданы от муниципального унитарного предприятия «Дирекция Северной котельной» муниципальному унитарному предприятию «Управление капитального строительства Администрации города Кургана». Из-за нехватки средств строительство было прекращено, уже установленное оборудование разграблено (неизвестные, припугнув оружием сторожа, за его смену всё распилили на металлолом и вывезли). По некотором данным готовность объекта составляла 70 %.
В октябре 2008 года АО «Чешский Экспортный банк» (CEB a.s.) открыл финансирование кредитной линии и выделил ООО «Курганская ТЭЦ» свыше 29,8 млн евро в рамках долгосрочного экспортного кредита на строительство Курганской ТЭЦ-2. 3 Июля 2012 года на Курганской ТЭЦ-2 осуществлен пробный розжиг газовой турбины c выходом на холостой ход. 4 марта 2014 года была введена в эксплуатацию Курганская ТЭЦ-2, построенная с использованием современных парогазовых технологий. В 2015 году заработала газопоршневая ТЭЦ «Западная», построенная на территории Курганского индустриального парка (бывший АО «Русич» — Курганский завод колёсных тягачей им. Д. М. Карбышева», ранее «Уралсельмаш»). 1 ноября 2016 года акционерное общество «Курганэнерго» прекратило деятельность юридического лица путем реорганизации в форме присоединения к публичному акционерному обществу «Сибирско-Уральская энергетическая компания» (СУЭНКО).

## Генерация электроэнергии
По состоянию на конец 2018 года, на территории Курганской области эксплуатировались электростанции общей мощностью 706,2 МВт подключённые к единой энергосистеме России — Курганская ТЭЦ, Курганская ТЭЦ-2, Западная ТЭЦ и небольшие тепловые электростанции промышленных предприятий.

### Курганская ТЭЦ

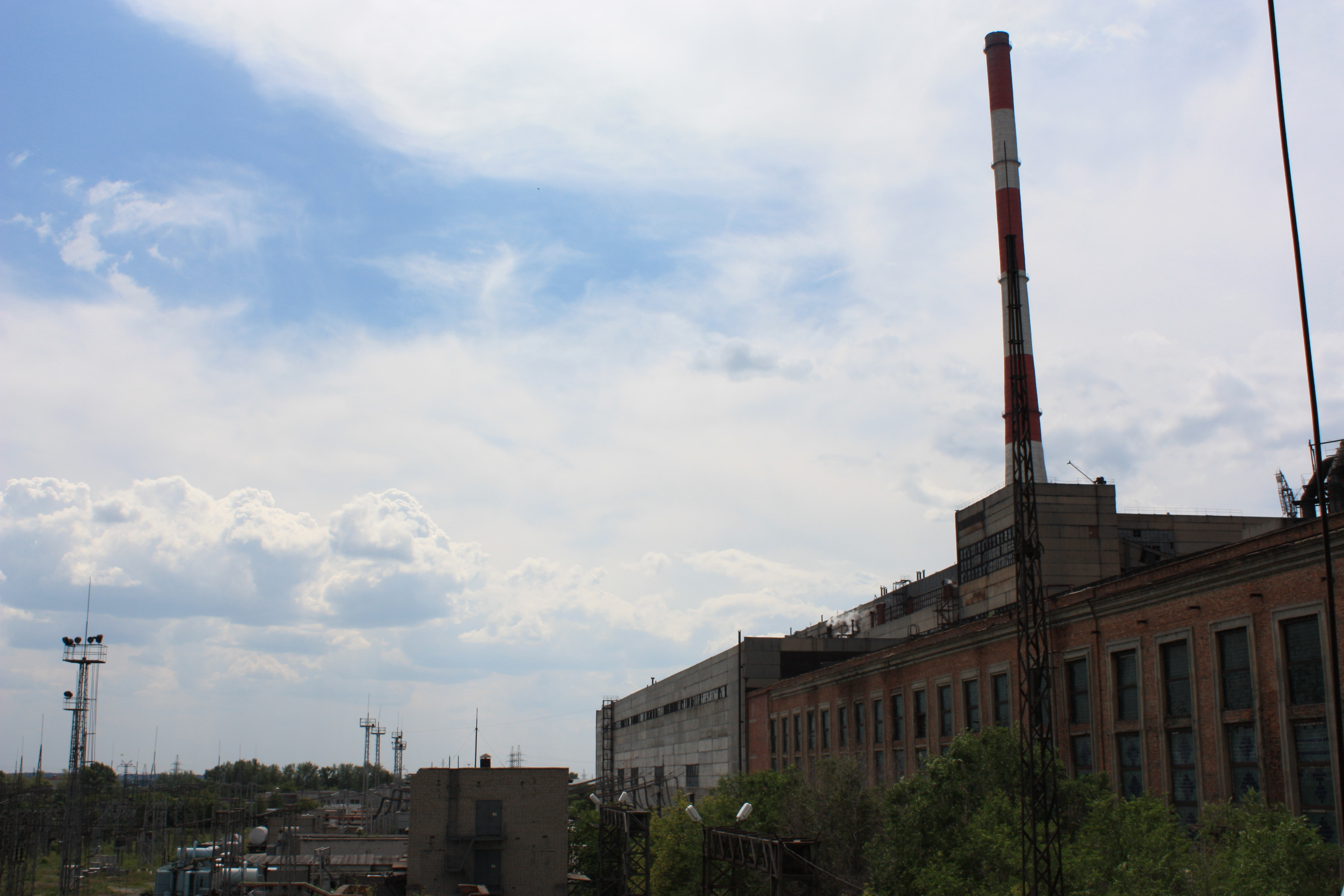
Курганская ТЭЦ. Высота трубы составляет 270 метров.

Расположена в г. Кургане, один из основных источников теплоснабжения города. Крупнейшая электростанция региона. Паротурбинная теплоэлектроцентраль, в качестве топлива использует природный газ. Эксплуатируемые в настоящее время турбоагрегаты введены в эксплуатацию в 1964—1995 годах, при этом сама станция работает с 1956 года, являясь старейшей ныне действующей электростанцией региона. Установленная электрическая мощность станции — 450 МВт, тепловая мощность — 1317 Гкал/час. Выработка электроэнергии в 2018 году — 1253,8 млн кВт·ч. Оборудование станции включает в себя пять турбоагрегатов, один мощностью 50 МВт и четыре — по 100 МВт. Также имеется 6 котлоагрегатов и 5 водогрейных котлов. Принадлежит ПАО «Курганская генерирующая компания». Дымовая труба Курганской ТЭЦ-1 входит в число самых высоких промышленных труб. Высота трубы составляет 270 метров, а конструкция на момент постройки являлась уникальной — без вентиляционных каналов с футеровкой из полимербетона, что упрощало техническое обслуживание сооружения, удлиняло срок его службы.

### Курганская ТЭЦ-2
Расположена в г. Кургане, один из источников теплоснабжения города. Парогазовая теплоэлектроцентраль (ПГУ-ТЭЦ), в качестве топлива использует природный газ. Введена в эксплуатацию в 2014 году. Установленная электрическая мощность станции — 225,177 МВт, тепловая мощность — 250 Гкал/час. Выработка электроэнергии в 2018 году — 1728,6 млн кВт·ч. Оборудование станции включает в себя две газотурбинные установки, мощностью 77,514 МВт и 77,763 МВт, а также два паротурбинных турбоагрегата мощностью 34,6 МВт и 35,3 МВт. Также имеется 2 котла-утилизатора и 2 водогрейных котла. Принадлежит ООО «Курганская ТЭЦ».

### ТЭЦ «Западная»
Расположена в г. Кургане, на территории индустриального парка. Газопоршневая теплоэлектроцентраль, в качестве топлива использует природный газ. Введена в эксплуатацию в 2015 году. Установленная электрическая мощность станции — 23,2 МВт, тепловая мощность — 48,45 Гкал/час. Выработка электроэнергии в 2018 году — 190,6 млн кВт·ч. Оборудование станции включает в себя три газопоршневые установки мощностью по 7,7 МВт, три котла-утилизатора и три водогрейных котла. Принадлежит ПАО «Курганская генерирующая компания».

### Электростанции промышленный предприятий
В Курганской области эксплуатируется несколько электростанций промышленных предприятий (блок-станций), подключённых к ЕЭС России, общей мощностью 7,8 МВт. В 2018 году они выработали 22,1 млн кВт·ч. Крупнейшей из них является ГПЭС «Далматовский» мощностью 4,3 МВт.

## Потребление электроэнергии
Потребление электроэнергии в Курганской области в 2018 году составило 4529,6 млн кВт·ч, максимум нагрузки — 747,6 МВт. Таким образом, Курганская область является энергодефицитным регионом по электроэнергии и мощности, дефицит восполняется перетоками из смежных энергосистем Казахстана, Тюменской , Свердловской и Челябинской областей. В структуре потребления электроэнергии в регионе по состоянию лидируют промышленность — 25-30 %, потребление населением — 20 %, транспорт и связь — 25-30 %. Функции гарантирующего поставщика электроэнергии выполняет АО «Энергосбытовая компания «Восток».

## Электросетевой комплекс
Энергосистема Курганской области входит в ЕЭС России, являясь частью Объединённой энергосистемы Урала, находится в операционной зоне филиала АО «СО ЕЭС» — «Региональное диспетчерское управление энергосистем Свердловской и Курганской областей» (Свердловское РДУ). Энергосистема региона связана с энергосистемами Казахстана по одной ВЛ 500 кВ, одной ВЛ 220 кВ и трём ВЛ 110 кВ, Свердловской области по одной ВЛ 220 кВ и одной ВЛ 110 кВ, Тюменской области по двум ВЛ 500 кВ, Челябинской области по одной ВЛ 500 кВ, двум ВЛ 220 кВ и трём ВЛ 110 кВ.
Общая протяженность линий электропередачи напряжением 110—500 кВ по состоянию на конец 2018 года составляет 5782,4 км, в том числе линий электропередач напряжением 500 кВ — 509,2 км, 220 кВ — 757,6 км, 110 кВ — 4515,6 км. Магистральные линии электропередачи напряжением 220—500 кВ эксплуатируются филиалом ПАО «ФСК ЕЭС» — «Свердловское предприятие магистральных электрических сетей», распределительные сети напряжением 110 кВ и ниже — ПАО «СУЭНКО» (в основном) и другими территориальными сетевыми организациями.